# Blok przedsudecki

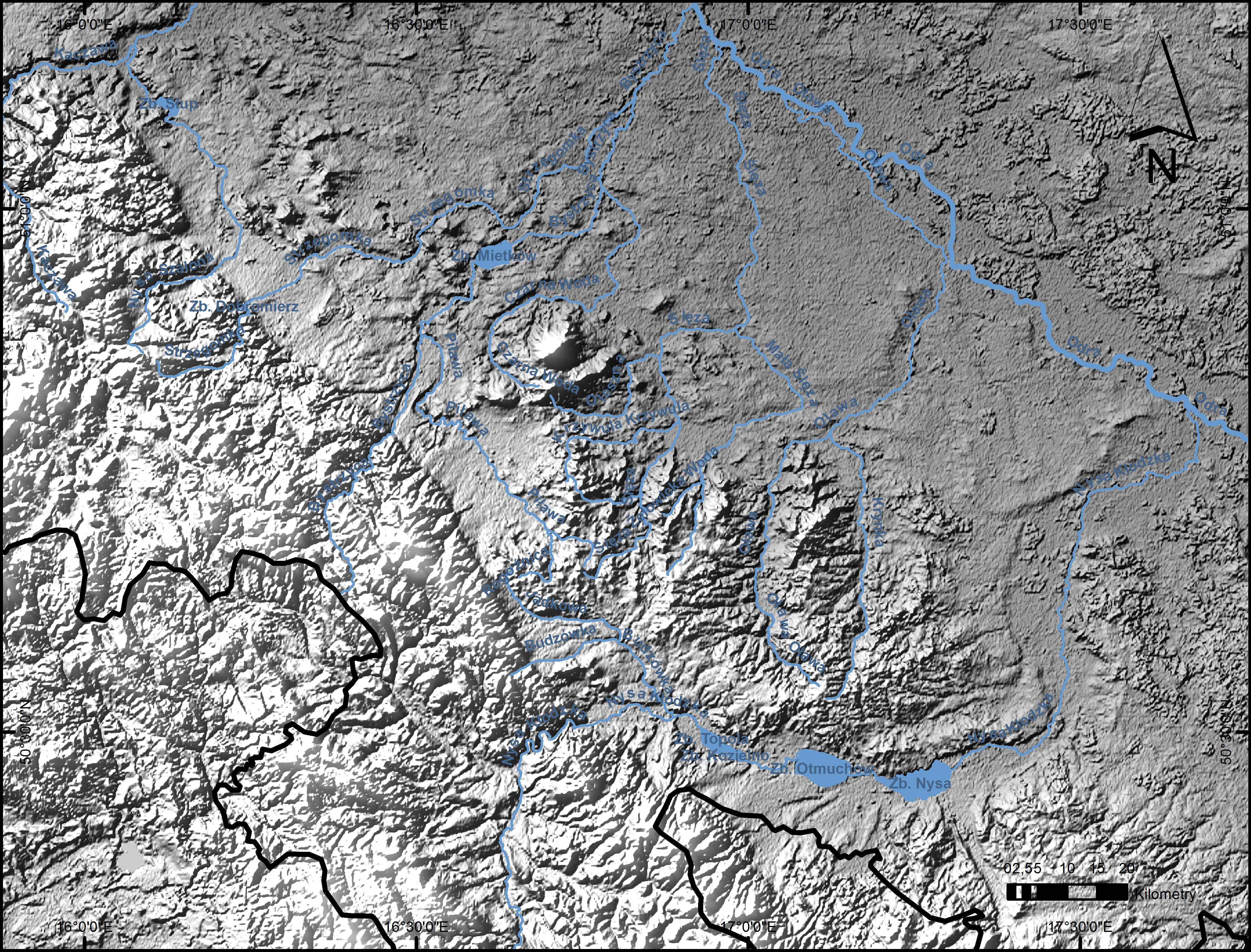
Blok przedsudecki, obszar na północny wschód od linii uskoku brzeżnego biegnącej od lewego górnego rogu zdjęcia, skośnie w dół.

Blok przedsudecki – jednostka geologiczna w południowo-zachodniej Polsce, północna część bloku dolnośląskiego.
Od południa graniczy z Sudetami linią uskoku sudeckiego brzeżnego; od północy z monokliną przedsudecką i monokliną śląsko-krakowską linią uskoku środkowej Odry; od zachodu graniczy z perykliną Żar; od wschodu ze strefą śląsko-morawską.
Składa się z dwóch pięter strukturalnych. Starsze zbudowane jest ze skał metamorficznych i magmowych. Przykrywa je częściowo młodsze piętro zbudowane ze skał osadowych wieku od permu do plejstocenu, których miąższość rośnie ku północy.
Charakteryzuje się budową mozaikową. W obrębie bloku przedsudeckiego wyróżnia się następujące, mniejsze jednostki (część z nich kontynuuje się w obrębie Sudetów): metamorfik kaczawski, metamorfik Imbramowic, masyw Strzegom-Sobótka, blok sowiogórski, masyw Gogołów-Jordanów, masyw gabrowy Ślęży, masyw serpentynitowy Sobótki, masyw serpentynitowy Szklar, masyw serpentynitowy Braszowic, masyw gabrowy Brzeźnicy, strefa Niemczy, metamorfik niemczański, metamorfik Doboszowic, metamorfik Wzgórz Strzelińskich, masyw strzeliński, masyw Žulovej, metamorfik wschodniosudecki, metamorfik środkowej Odry, jednostka Leszna i synklinorium Rawicza.
Jest przedłużeniem Sudetów, od których został oddzielony dopiero w czasie orogenezy alpejskiej. Według niektórych geologów jest częścią Sudetów.
Według innych blok przedsudecki wraz z Sudetami (blok sudecki) tworzą blok dolnośląski.
Geograficznie obejmuje Przedgórze Sudeckie oraz południowe części Niziny Śląskiej i Niziny Śląsko-Łużyckiej.